# Case-report
Een case-report is een beschrijving door een arts over een uitzonderlijke patiënt, soms over enkele patiënten. Het kan hierbij gaan over zeer zeldzame bijwerkingen, over zeer zeldzame ziektes, over zeldzame aangeboren afwijkingen. Normaal gesproken worden veel van de minder zeldzame bijwerkingen, ziekten in grote onderzoeken gevonden en beschreven, maar in deze gevallen is het niet mogelijk veel mensen met hetzelfde probleem te vinden. Case-reports hebben enerzijds waarde omdat ze een zeer zeldzaam fenomeen beschrijven, anderzijds zijn ze van minder waarde dan groter onderzoek, omdat de beschrijving maar op één patiënt gebaseerd is. Daarom is het mogelijk dat de waarneming op toeval berust of dat de arts zich vergist. 
Het schadelijke effect van softenon is bijvoorbeeld uiteindelijk gevonden omdat een arts in korte tijd meer misvormde baby's zag dan voorheen en hij hierover een brief stuurde naar een gerenommeerd tijdschrift. Hij deed te weinig waarnemingen (een 'doorsnee' huisarts heeft ongeveer 2300 patiënten) om werkelijk een gefundeerde uitspraak te doen, maar toch wilde hij deze casus rapporteren.